# فرانسيسكو رودريغيز مالدونادو
فرانسيسكو رودريغيز مالدونادو (بالإسبانية: Pacho Rodríguez)‏ ولد بتاريخ 5 يونيو 1960 في كولومبيا، هو دراج كولومبي سابق.

## روابط خارجية
- فرانسيسكو رودريغيز مالدونادو على موقع أرشيف الدراجات (الإنجليزية)
- فرانسيسكو رودريغيز مالدونادو على موقع إحصائيات الدراجات الإحترافية (الإنجليزية)
- فرانسيسكو رودريغيز مالدونادو على موقع CycleBase (الإنجليزية)